# 科尔泰奥洛纳和真佐内
科尔泰奥洛纳和真佐内（義大利語：是意大利伦巴第大区帕維亞省的市镇。面积为14.09平方公里，2012年人口数量为2594人。
该市镇是在2016年1月1日由原科尔泰奥洛纳和真佐内两市镇合并而成。